# Zlatnik poezije
Zlatnik poezije je slovenska literarna nagrada, ki se podeli vsako leto v okviru Veronikine nagrade za posebne dosežke na področju poezije. Zlatnik poezije je priznanje pesniku/pesnici za celoten pesniški opus in ustvarjalno požlahtnjenje slovenskega jezika in kulture. Nagrado je začela podeljevati pobudnica in organizatorica Veronikine nagrade – Fit media d.o.o. leta 2005.»Zlatnik poezije pesniku, ki je s svojim življenjskim opusom neizbrisljivo vplival na žlahtnost slovenske poezije, jezika in kulture,...«

## Prejemniki
Zlatnik poezije so prejeli:
- 2005: Ciril Zlobec
- 2006: Tone Pavček
- 2007: Kajetan Kovič
- 2008: Miroslav Košuta
- 2009: Ivan Minatti
- 2010: Neža Maurer
- 2011: Veno Taufer
- 2012: Svetlana Makarovič
- 2013: Niko Grafenauer
- 2014: Tone Kuntner
- 2015: Gustav Januš
- 2016: Marko Kravos
- 2017: Andrej Brvar
- 2018: Bina Štampe Žmavc
- 2019: Ervin Fritz
- 2020: Iztok Geister - Plamen
- 2021: Milan Jesih
- 2022: Iztok Osojnik
- 2023: Silvana Paletti
- 2024: Boris A. Novak
- 2025: Peter Kolšek (posmrtno)